# 古樹

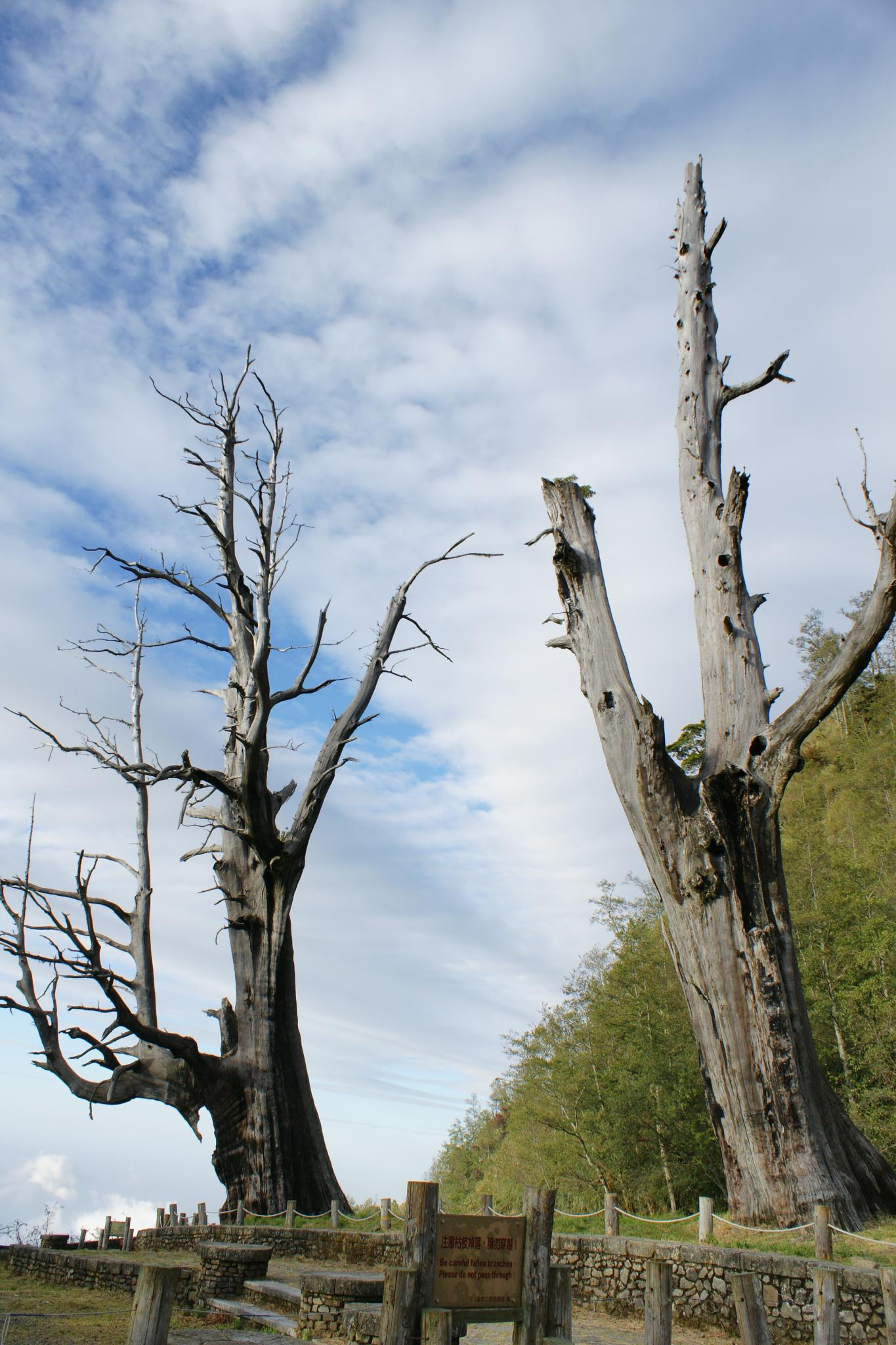
位於臺灣南投的夫妻樹

古树是指樹齡超過千年的樹。通常體積龐大，故又稱神木、巨樹、巨木。

## 界定標準
中華民國官方的標準為：
| 類別     | 樹胸圍             | 樹齡                  | 其他條件   | 附帶條件 |
| -------- | ------------------ | --------------------- | ---------- | -------- |
| 超級神木 | 12公尺以上（紅檜） | 2000年以上            | 早有命名者 | 林班地內 |
| 超級神木 | 8公尺以上（扁柏）  | 2000年以上            | 早有命名者 | 林班地內 |
| 神木     | 10公尺以上         | 1000年以上~2000年以下 | 早有命名者 | 林班地內 |
| 神木     | 12公尺以下（紅檜） | 1000年以上~2000年以下 | 早有命名者 | 林班地內 |
| 巨木     | 6公尺以上          | 500年以上~1000年以下  | 早有命名者 | 林班地內 |
| 巨木     | 10公尺以下（紅檜） | 500年以上~1000年以下  | 早有命名者 | 林班地內 |

## 各地古樹

### 台灣
台灣常見的樹種有台灣扁柏、紅檜、香杉、台灣五葉松與樟樹、柳杉，有時亦會發現上百年的榕樹和白楊，甚至還發現過梅樹與櫻桃樹（且還可以產出）。
- 北台灣：拉拉山神木群、棲蘭神木群、鎮西堡神木群、司馬庫斯神木群
- 中台灣：大安溪神木、鹿林神木、塔塔加夫妻神木、后里神木（唯一之樟樹）、溪頭神木等
- 南台灣：阿里山神木群

屏東縣大小鬼湖也有發現一片肖楠巨木群。
- 東台灣：碧綠神木（香杉）